# Dogs for Defense

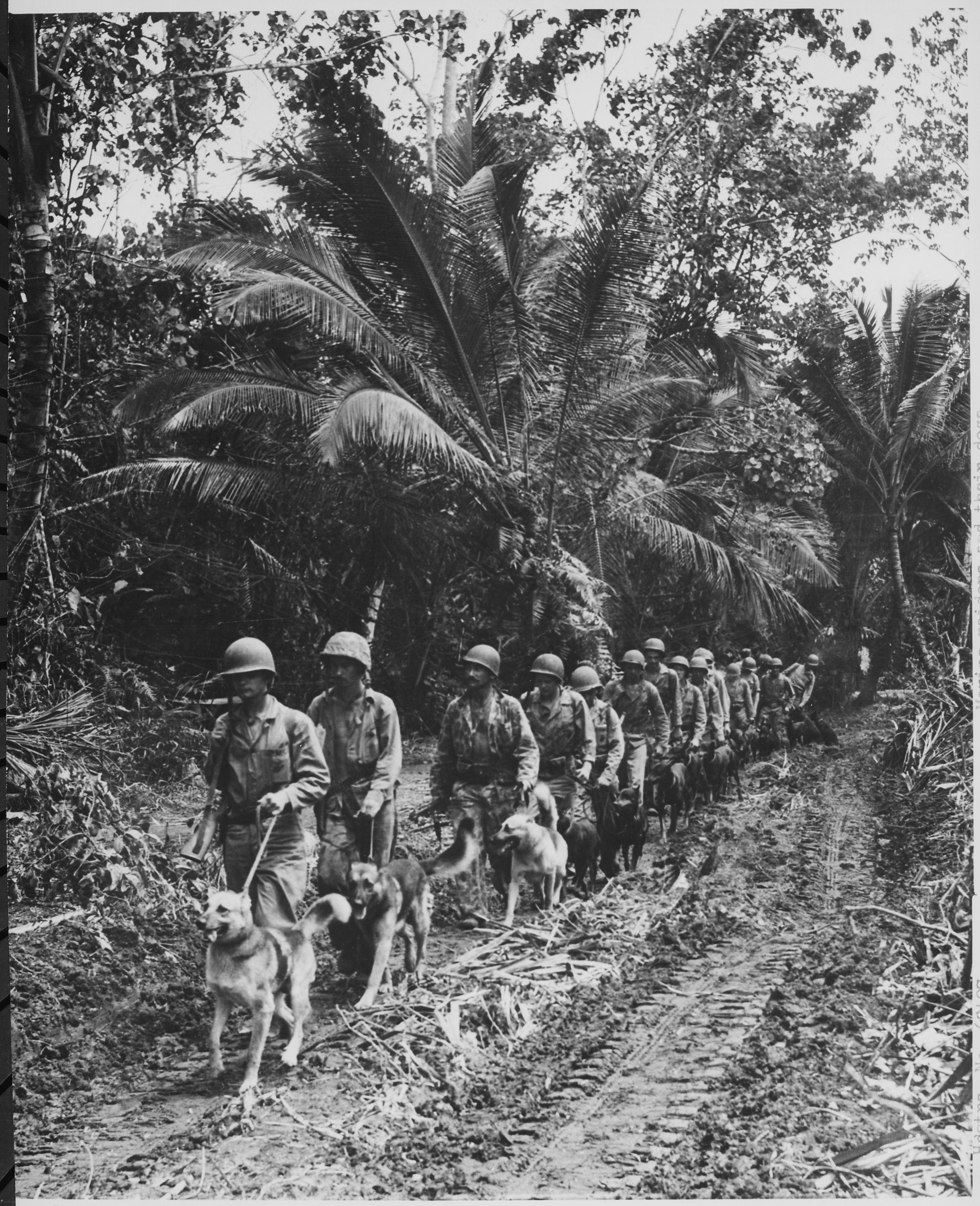
Hundeführer des U.S. Marine Corps mit ihren Diensthunden in Bougainville, 1943

Dogs for Defense war eine private Organisation in den Vereinigten Staaten, die nach dem Eintritt der USA in den Zweiten Weltkrieg bei Hundehaltern um die Bereitstellung militärischer Diensthunde warb.
Bereits einen Monat nach dem Angriff auf Pearl Harbor vom 7. Dezember 1941 wurde die Organisation gegründet und begann mit dem Anwerben von Diensthunden, und zunächst auch mit deren Ausbildung durch private Hundetrainer. Bis zum Kriegsende wurden 40.000 Hunde an die Organisation übergeben, und mehr als 10.000 von ihnen zu Diensthunden ausgebildet.

## Gründung
Unmittelbar nach dem Angriff auf Pearl Harbor fanden sich einige professionelle Hundezüchter mit der Unterstützung des American Kennel Club zusammen. Ihre Absicht war es, für die U.S. Army eine große Zahl einsatzfähiger Diensthunde zu beschaffen, sie auszubilden und dafür Werbung, Koordination und finanzielle Unterstützung zu organisieren. Die U.S. Army hatte zu dieser Zeit keine organisatorischen Einrichtungen zur Beschaffung und Ausbildung von Hunden, und der Bedarf an Wachhunden wurde nur auf etwa 200 geschätzt. So kam es zu einer vom Kriegsministerium genehmigten Kooperation zwischen Dog for Defense und einer Abteilung des U.S. Army Quartermaster Corps, die für die Bewachung militärischer Anlagen zuständig war.
Bald zeigte sich, dass eine kleine ehrenamtliche Organisation den tatsächlich sehr großen Bedarf der U.S. Army an Diensthunden nicht decken konnte. Im Juni 1942 übertrug die U.S. Army die Kontrolle über Beschaffung und Ausbildung von Diensthunden an den United States Army Remount Service, der auch für die Beschaffung und Zucht von Pferden für die Kavallerie zuständig war.
Das erste Ausbildungszentrum der U.S. Army wurde im August 1942 im Ayleshire Quartermaster Remount Depot in Front Royal, Virginia eingerichtet. Diese Einrichtung war zu Beginn auf die Ausbildung von 200 Hundeführern und 500 Hunden ausgelegt, bis zum Juni 1943 stieg die Kapazität auf 400 Soldaten und 900 Hunde. Weitere Ausbildungseinrichtungen entstanden in Fort Robinson, Camp Rimini, San Carlos, Beltsville und Cat Island.
Dogs for Defense behielt die Aufgabe Hunde zu beschaffen. Von den bis zum Juli 1943 für die U.S. Army bereitgestellten mehr als 11.000 Hunden kam die Mehrzahl von Dogs for Defense. Die Kosten für die Bereitstellung eines Hundes – ohne seine eigentliche Ausbildung – wurden mit zehn Dollar angegeben, so dass auch die Werbung um finanzielle Unterstützung für die Organisation eine große Rolle spielte.

## Ausbildung
Zu Beginn wurden noch fast alle Hunde im Alter von einem bis fünf Jahren angenommen, sofern sie zwischen etwa 30 und 45 kg wogen und eine Schulterhöhe von etwa 50 bis 65 cm hatten. Die U.S. Army veröffentlichte später eine mehrfach verkleinerte Liste von Hunderassen, die für einen Einsatz überhaupt in Frage kamen. 1944 war die Liste auf Deutsche und Belgische Schäferhunde, Collie, Dobermann, Husky, Alaskan Malamute und deren Mischlinge zusammengeschrumpft.
Die der U.S. Army übergebenen Hunde wurden zunächst tierärztlich untersucht, gegen Tollwut geimpft und für 21 Tage in Quarantäne gehalten. Dies war auch wichtig, weil seinerzeit nicht nur die Tollwut, sondern auch die Staupe und andere Hundekrankheiten eine große Gefahr bedeuteten.
Die eigentliche Ausbildung dauerte drei Monate und wurde von den Hunden gemeinsam mit ihren späteren Hundeführern absolviert, um gleich ein funktionsfähiges Team zu bilden. Der Ausbildungsteil für die Hundeführer umfasste neben allgemeinen Informationen über die Haltung und Pflege eines Hundes auch einen militärischen Teil, in dem die Einsatzmöglichkeiten eines Hundes gelehrt wurden.
Die meisten der ausgebildeten Hunde wurden im Wachdienst eingesetzt. Es gab darüber hinaus einen bald aufgegebenen Versuch, Hunde für den Kampf auszubilden. Andere Hunde wurden als Suchhunde oder zum Transport von Nachrichten oder Gepäck ausgebildet.

## Einsatz
Die ersten Diensthunde wurden als Wachhunde in militärischen Einrichtungen der Westküste eingesetzt, der erste Einsatz von Wachhunden an der Ostküste erfolgte in Fort Hancock, New Jersey. In Kampfgebieten wurden Diensthunde aus Front Royal erstmals am 8. November 1942 bei der Operation Torch in Marokko durch die 3. US-Infanteriedivision eingesetzt. Das letzte Training von Hunden und Hundeführern fand noch während der Überfahrt statt.
Am 6. Juni 1944 wurden bei der Landung der alliierten Truppen im Rahmen der Operation Neptune auch Diensthunde eingesetzt. Es zeigte sich, dass die eingesetzten Hunde auf die um sie herum detonierenden Sprengkörper und das Gewehrfeuer panisch reagierten, später aber einen wirkungsvollen Beitrag als Wachhunde leisten konnten. Daraufhin wurden die Hunde bereits während der Ausbildung in den Vereinigten Staaten gezielt an Kampfgeräusche gewöhnt.
Nach dem Ende des Krieges wurden die Hunde in einer Einrichtung der U.S. Army auf die Rückkehr ins Zivilleben vorbereitet. Alle überlebenden Hunde wurden an ihre Halter zurückgegeben oder auf Kosten der Regierung an neue Halter vermittelt. Der große damit verbundene Aufwand führte dazu, dass Diensthunde ab 1946 nur noch auf Dauer angenommen wurden.

## Öffentlichkeitsarbeit und War Dog Fund
Zur Öffentlichkeitsarbeit von Dogs for Defense gehörten umfangreiche Radiokampagnen, in denen Hunde prominenter Halter wie Franklin D. Roosevelts Fala oder J. Edgar Hoovers G-Man eine wichtige Rolle spielten. Nach der Übernahme der Hundeausbildung durch die U.S. Army waren das Anwerben von Hunden und die Finanzbeschaffung Schwerpunkte der Arbeit von Dogs for Defense.
Der Anfang 1943 eingerichtete War Dog Fund war eine Möglichkeit zur finanziellen Unterstützung der Kampagne für Halter, deren Hunde entweder für den militärischen Einsatz ungeeignet waren, oder die sich nicht von ihnen trennen wollten. Den angemeldeten Hunden oder Katzen wurden in Abhängigkeit von der Höhe der Spende ein militärischer Rang „ehrenhalber“ zugewiesen. Mit der Zahlung eines Dollars wurde der Hund einfacher Soldat, für fünf Dollar Unteroffizier, für zehn Dollar Leutnant, für 25 Dollar Oberst, und für 100 Dollar General. Auch Dienstgrade der U.S. Navy oder der U.S. Coast Guard standen zur Verfügung.
Im Namen Falas, des Hundes des Präsidenten, wurden im Rahmen des War Dog Fund Kriegsanleihen in Höhe von einem Dollar für jeden Tag des Jahres gezeichnet. Die öffentliche Verlautbarung dazu war ein Versuch, die Bevölkerung zum Zeichnen der Anleihen zu ermutigen. Dadurch wurde auch Fala zum „Diensthund ehrenhalber“ der Organisation Dogs for Defense.
Auch die Werbung um Spenden für den War Dog Fund wurde mit mehrwöchigen Radiokampagnen durchgeführt, eine Anmeldung konnte telefonisch oder an Informationsständen in großen Warenhäusern erfolgen. Daneben wurde über die Aktion, wie auch über Dogs for Defense selbst, im redaktionellen Teil der Zeitungen großzügig berichtet. Auf Hundeausstellungen und ähnlichen Veranstaltungen wurden ebenfalls Informationsstände eingerichtet.